# Camponotus ullrichi
Camponotus ullrichi är en myrart som beskrevs av Friedrich Bachmayer 1960. Camponotus ullrichi ingår i släktet hästmyror, och familjen myror. Inga underarter finns listade.